# Calymmaria tecate
Espèce
Calymmaria tecate est une espèce d'araignées aranéomorphes de la famille des Cybaeidae.

## Classification et Distribution
Cette espèce est endémique de Basse-Californie au Mexique,. Elle se rencontre à Tecate.

## Description
Le mâle holotype mesure 4,90 mm.

## Appartenance Taxonomique
Elle appartient à l'ordre Araneae et au genre Calymmaria, qui fait partie de la classe des Chelicerata. Cette classe comprend également les acariens et les scorpions

## Taille et Variété d'Espèces
Les individus de ce genre ont des longueurs corporelles variant de 2 à 10 millimètres. En mai 2019, le genre Calymmaria comprenait trente-et-une espèces

## Étymologie
Son nom d'espèce lui a été donné en référence au lieu de sa découverte, Tecate.

## Publication originale
- Heiss & Draney, 2004 : Revision of the Nearctic spider genus Calymmaria (Araneae, Hahniidae). Journal Of Arachnology, vol. 32, no 3, p. 457-525 (texte intégral).